# Volcano: An Inquiry Into the Life and Death of Malcolm Lowry
Volcano: An Inquiry into the Life and Death of Malcolm Lowry ist ein kanadischer Dokumentarfilm aus dem Jahr 1976 über das Leben des Autors Malcolm Lowry. Regie führten Donald Brittain und John Kramer.

## Handlung
Beginnend mit seinem Tod und der Untersuchung, ob es ein Selbstmord oder ein Missgeschick war, beschreibt der Film Malcolm Lowrys Leben. Ein Schwerpunkt liegt dabei auf der Entstehung, der Veröffentlichung und dem Erfolg seines Romans Unter dem Vulkan, vor allem aber auf dem Alkoholismus im Roman wie im Leben Lowrys. Und wie Lowry daran zugrunde ging. Lowry habe in dem Roman seine innersten Gefühle ausgebreitet und gewusst, dass das Schreiben des Romans ihn zerstören würde, so der Film. Er habe das bewusst in Kauf genommen.
Dargestellt wird die Biografie vor allem durch einen Hintergrundkommentar und Bilder, die zu diesem Kommentar passen. Dies wechselt sich mit Interviews mit Familienmitgliedern, Freunden und Bekannten Lowrys ab, laut Abspann waren dies 44 verschiedene Personen. Ergänzend wird immer wieder aus von Lowry geschriebenen Texten vorgelesen. Die Zitate stammen aus seinen Werken, vor allem aus Unter dem Vulkan, aber auch aus Briefen.

## Hintergrund
Laut Brian Nolan haben sich vor Brittain bereits mehrere Regisseure wie Edward Dmytryk, Joseph Losey, Luis Buñuel oder Carol Reed an einem solchen Film versucht, seien aber nicht weit gekommen. Robert Duncan schaffte es. Ihm gelang es, das National Film Board zu überzeugen, einen teuren Film, der wenig mit Kanada zu tun habe, zu produzieren, er konnte Lowrys zweite Frau Margery davon überzeugen, dem Film zuzustimmen, Zugriff auf private Dokumente zu geben und sich für ein Interview zur Verfügung zu stellen.
Die Dreharbeiten liefen vom 31. Oktober 1974 bis zum 8. Juli 1975. Es war gerade noch gelungen, zum Tag der Toten, der auch im Roman eine wichtige Rolle spielte, in Cuernavaca drehen zu können. Die mexikanischen Behörden hatten die Erlaubnis unter der Bedingung erteilt, dass jederzeit ein Aufpasser beteiligt sei, der sich glücklicherweise als Fan von Lowry herausstellte. Die Crew wohnte sogar in dem Hotel, in dem Lowry gelebt hatte. Auch am Popocatépetl, dem Vulkan aus dem Roman, konnte gedreht werden. Weitere Aufnahmen fanden im Februar 1975 in England, im darauffolgenden Frühling in British Columbia und im August in New York statt. Der Film musste mehrfach neu geschnitten werden. Erst gegen Ende der Produktion wurde Richard Burton verpflichtet, ein Zeitpunkt zu dem nur noch 2000 Dollar vom ursprünglichen Budget von 250.000 Dollar übrig waren.
Der vom National Film Board of Canada produzierte Film wurde am 7. April 1976 von der Canadian Broadcasting Corporation erstausgestrahlt.

## Rezeption und Folgen

### Kritiken
In seiner Biografie über Donald Britton bezeichnet Brian Nolan den Film als kraftvollen Dokumentarfilm, der verstörend und provokativ sei. Er schreibt weiter, dass der Film in einer Kritik im Montreal Star als stimmungsvoll und deprimierend bezeichnet und als Meisterwerk eingestuft worden sei. Ron Base habe, so Nolan, in einer Kritik für Maclean’s geschrieben, der Film sei eine Horrorstory, beängstigender als alles, was die Leute von Hammer Films erdenken könnten. Auch die Schriftsteller Arthur Miller und George Plimpton seien begeistert gewesen, sie hielten den Film für ein Meisterwerk und Brittain für ein Genie. Es habe lediglich eine größere negative Kritik gegeben, nämlich die der New York Times.:S. 181–182
Janet Maslin meinte in eben dieser Kritik, dass Schriftsteller selten ein gutes Thema für Filmbiografien seien, weil die alles, was es über sie zu schreiben gebe, wahrscheinlich selbst geschrieben haben. Malcolm Lowry sei ein solches Beispiel, er habe in Unter dem Vulkan seine Dämonen lebhafter dargestellt, als der Film es tue. Wichtige Szenen würden nachgestellt, sie seien aber zu vage, um irgendeine Wirkung zu entfalten, und zu detailliert, um neue Informationen zu bieten. Auch versuche der Film, die Spannweite von Lowrys Schaffen durch zumeist nicht identifizierte Passagen aus seinen Werken darzustellen. Richard Burton lese sie zwar eloquent vor, doch mache das das Genie Lowrys weit weniger spürbar, als wie unangenehm er war. Sie sieht den offensichtlichen Wunsch Brittains, dem Film einen impressionistischen Touch zu geben, doch gebe das dem Film in Verbindung mit der Genauigkeit, mit der Brittan auch nur begrenzt wichtige Details abspule, eine seltsame Art von Nachlässigkeit. Außerdem würden viele der im Film interviewten Personen nicht vorgestellt, was oft nicht störe, deren Aussagen aber hin und wieder nicht einschätzbar mache. Zum Verstehen des Filmes brauche man gewisse Vorkenntnisse über Lowry, doch es sei kein Film für diejenigen, die sich mit Lowry intensiv befasst haben. Es gebe wenige Bilder von Lowry, wenig neue Informationen und keinerlei Einsichten, die nicht schon in seinem Werk zu finden seien.
Geoff Brown schrieb in seiner Kritik in Time Out, dass Lowry viele Probleme gehabt habe und dass der Film sie klar genug darstelle um zu beunruhigen. Er grabe tiefer als andere Filme dieser Art. Er stelle dies auf komplexe Art dar, mit Ausbrüchen von visuellem Symbolismus und gewürzt mit konventionellen Interviews.

### Auszeichnungen und Nominierungen
Donald Brittain und Robert A. Duncan waren 1977 für einen Oscar in der Kategorie Bester Dokumentarfilm nominiert. Bei den Canadian Film Awards 1976 gewann Volcano in sechs Kategorien: Donald Britton und John Kramer gewannen in den Kategorien Bester Dokumentarfilm, Beste Regie in einem nichtdramatischen Film und Bestes nichtdramatisches Drehbuch, John Kramer zusätzlich für den besten Schnitt. Dazu kamen Preise für Alain Clavier in der Kategorie Beste Musik, sowie für Les Halman und Abbey Neidick in der Kategorie Bester Tonschnitt. Zudem gewann Britton für Volcano das Blaue Band beim American Film Festival 1976 und erhielt mehrere lobende Erwähnungen auf mehreren Filmfestivals, darunter denen von Chicago, Melbourne, Sydney, Nyon, Toronto, Edinburgh und London.:S. 297

### Folgen
Volcano feierte im Herbst 1976 große Erfolge. Ab dieser Zeit wurde Brittain als bester Filmemacher Kanadas angesehen. In Kanada und teilweise auch in den USA zählte man ihn zu den besten der Welt. Es wurde vorgeschlagen, den Film bei der Therapie von Alkoholikern einzusetzen. Robert A. Duncan bemerkte dazu, dass das die schlimmste vorstellbare Folter für die betroffenen Alkoholiker darstelle. Daher wurde die Idee aufgegeben.:S. 191